# Pithapuram
Pithapuram (o Pitapuram) è una suddivisione dell'India, classificata come municipality, di 50.301 abitanti, situata nel distretto del Godavari Orientale, nello stato federato dell'Andhra Pradesh. In base al numero di abitanti la città rientra nella classe II (da 50.000 a 99.999 persone).

## Geografia fisica
La città è situata a 17° 7' 0 N e 82° 16' 0 E e ha un'altitudine di 10 m s.l.m..

## Società

### Evoluzione demografica
Al censimento del 2001 la popolazione di Pithapuram assommava a 50.301 persone, delle quali 24.728 maschi e 25.573 femmine. I bambini di età inferiore o uguale ai sei anni assommavano a 5.469, dei quali 2.703 maschi e 2.766 femmine. Infine, coloro che erano in grado di saper almeno leggere e scrivere erano 30.714, dei quali 16.229 maschi e 14.485 femmine.